# شوما کوندو
شوما کوندو (انگلیسی: Shoma Kondo؛ زادهٔ ۲۵ ژوئیهٔ ۱۹۹۷) بازیکن فوتبال اهل ژاپن است.